# 珊农·露茜德
珊农·玛提尔达·威尔斯·露茜德（英語：Shannon Matilda Wells Lucid，1943年1月14日—），生於中華民國上海，曾是一位美国国家航空航天局的宇航员，执行过STS-51-G、STS-34、STS-43、STS-58、STS-76、和平号以及STS-79任务。

## 生平
1943年，珊农·露茜德出生在上海，父母都是教会人员。后来随父母回到美国俄克拉何马州。高中毕业后进入俄克拉何马大学学习。1973年获生化学博士学位。
丈夫露茜德出身于印第安纳波利斯，两人育有2女1男。

## 在NASA的经历

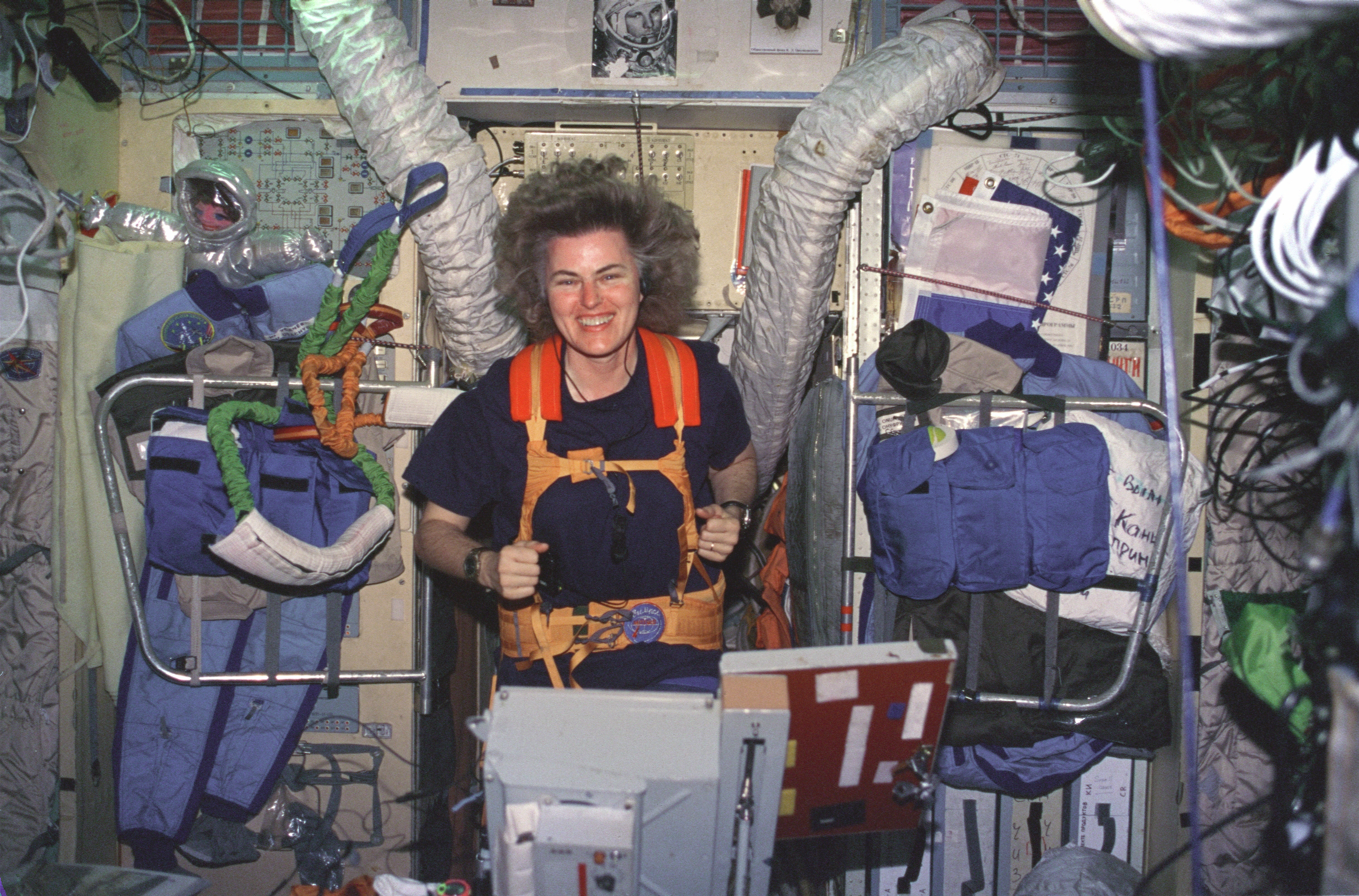
珊农在和平号空间站

1978年珊农·露茜德被选中成为NASA的宇航员。在同期6人的女宇航员中她是唯一的母亲。1985年6月珊农乘坐发现号航天飞机首次进入太空（STS-51-G）。随后在1989年（STS-34），1991年（STS-43），1993年（STS-58）又参加过数次航天飞行任务。
1996年3月22日到9月26日在和平号空间站停留了179天，这次任务她一共连续在太空滞留了188天（包括乘坐航天飞机的9天，来STS-76阿特兰蒂斯号航天飞机，回STS-79），成为在太空滞留时间最长的女性。这项纪录一直保持到2007年6月16日，被另一位NASA女宇航员蘇尼塔·威廉斯打破（持续在国际空间站连续滞留195天）。。
2002年，2003年在NASA做科学研究。2005年以后担任通信官参与STS-114、STS-116、STS-118、STS-120、STS-122、STS-124、STS-126、STS-125、STS-127、STS-128的飞行任务。
2008年1月，休斯敦林顿·约翰逊太空中心宇航员管理室供职。
1996年12月，珊农·露茜德被授予国会太空荣誉勋章。是第十位被授予该项荣誉的宇航员，也是首位接受该项荣誉的女性。。